# UTC+8:30
UTC+8:30 је временска зона која се користила у Северној Кореји од 15. августа 2015. па до 5. маја 2018. године. Такође, користила се као стандардно време у Чанбањшању у Кини од 1918. до 1949. и у Јужној Кореји од 1954. до 1961. године.